# Лазар Галисијски
Преподобни Лазар Галисијски је хришћански светитељ, подвижник и столпник.
Рођен је 967. године у Магнезија (Лидија). Као млад се замонашио у манастиру светог Саве Освећеног у Јеруслиму. Тамо је рукоположен за свештеник. Након десет година вратио се у родни крај, у суседни Ефес и почео да живи на гори Галисија, где је постао столпник. Од монаха који су му пришли окупљена је монашка заједница и формиран манастир. Уз помоћ Византијског цара Константина Мономаха саградио је храм Васкрсења Христова,
Умро је у 1055. године.
Православна црква прославља светог Лазара 7. новембра по јулијанском календару.